# فرودگاه ناتواشیش
فرودگاه ناتواشیش (به انگلیسی: Natuashish Airport) یک فرودگاه همگانی است که یک باند فرود شن دارد و طول باند آن ۷۶۲ متر است. این فرودگاه در کشور کانادا قرار دارد و در ارتفاع ۱۰ متری از سطح دریا واقع شده‌است.

## شرکت‌های هواپیمایی و مقصدهای پروازی
| شرکت‌های هواپیمایی | مقصدهای پروازی                                    |
| ----------------- | ------------------------------------------------- |
| ایر لابرادور      | سی‌اف‌بی گوس بی، هپدال، مکوویک، نین، پستویل، ریگولت |
| پروونشل ایرلاینز  | سی‌اف‌بی گوس بی، هپدال، مکوویک، نین، پستویل، ریگولت |